# ノーマン・ゲシュウィンド
ノーマン・ゲシュウィンド（英：Norman Geschwind, 1926-1984）はアメリカの行動神経学者。高次脳機能、特に言語の神経基盤について研究を行った。離断症候群の同定、大脳の非対称の解明といった多くの業績を残している。